# Divci (Prijepolje)
Pour les articles homonymes, voir Divci.
Divci (en serbe cyrillique : Дивци) est un village de Serbie situé dans la municipalité de Prijepolje, district de Zlatibor. Au recensement de 2011, il comptait 313 habitants.

## Démographie

### Évolution historique de la population
| 1948 | 1953 | 1961 | 1971 | 1981 | 1991 | 2002 | 2011 |
| ---- | ---- | ---- | ---- | ---- | ---- | ---- | ---- |
| 375  | 415  | 421  | 421  | 403  | 376  | 335  | 313  |

|  |